# Aphrodisium semignitum
Aphrodisium semignitum är en skalbaggsart som först beskrevs av Louis Alexandre Auguste Chevrolat 1841.  Aphrodisium semignitum ingår i släktet Aphrodisium och familjen långhorningar.
Artens utbredningsområde är Filippinerna. Inga underarter finns listade i Catalogue of Life.